# 成文堂
株式会社成文堂（せいぶんどう）は、日本の学術出版社であり、また、小売書店でもある。

## 概要
社会科学（特に法律）を中心とする学術図書の専門出版社であり、また、早稲田大学近辺や国士舘大学キャンパス内などに10店舗の小売書店を展開している。
阿部義任（初代社長）が1947年に小売書店として創業、1957年には出版に進出、1960年に改組法人化した。

## 店舗
（2021年4月現在）
- 早稲田正門店
- 巣鴨駅前店
- 南浦和店
- 国会議事堂店
- ナカワデ店
- 国士舘店（国士舘大学本校）
- 鶴川店（国士舘大学鶴川校舎）
- 多摩店（国士舘大学多摩校舎）
- 日進店（愛知学院大学）